# Родникова, Анна Андреевна
Анна Андреевна Родникова (1920 год, Пензенская губерния — 1965 год, село Мамоново, Новосибирская область) — звеньевая семеноводческого колхоза «Льновод» Маслянинского района Новосибирской области. Герой Социалистического Труда (1949).

## Биография
Родилась в 1920 году в крестьянской семье в одном из деревенских населённых пунктов Пензенской губернии. В 1925 году её родители переехали в Сибирский край в село Мамоново. Окончив начальную школу, трудилась разнорабочей в колхозе «Льновод» Маслянинского района. С 1946 года возглавляла полеводческую бригаду.
В 1948 году звено Анны Родниковой собрало на площади два гектара в среднем по 6,3 центнера волокна льна-долгунца и 7,2 семян льна с каждого гектара. Указом Президиума Верховного Совета СССР от 20 марта 1949 года за получение высоких урожаев волокна и семян льна-долгунца при выполнении колхозом обязательных поставок и контрактации по всем видам сельскохозяйственной продукции, натуроплаты за работу МТС в 1948 году и обеспеченности семян всех культур в размере полной потребности для весеннего сева 1949 года удостоена звания Героя Социалистического Труда с вручением ордена Ленина и золотой медали «Серп и Молот».
Погибла в 1965 году. Похоронена в селе Мамоново Маслянинского района.